# St. Andrews (Manitoba)
St. Andrews est une municipalité rurale du Manitoba (Canada). Elle est située sur la rive ouest de la rivière Rouge à 8 km au nord de Winnipeg. Les villes de Selkirk et de Winnipeg Beach, ainsi que le village de Dunnottar sont enclavées dans celle-ci.